# Ropica sparsepunctiscapus
Ropica sparsepunctiscapus là một loài bọ cánh cứng trong họ Cerambycidae.